# Nežica
Nežica ali polžača (znanstveno ime Cobitis taenia) je sladkovodna riba iz družine činkelj.

## Opis
Nežica ima dolgo kačasto, bočno močno stisnjeno telo, pokrito z drobnimi luskami. Glava je relativno majhna in bočno stisnjena, usta so podstojna, okoli njih pa je šest brkom podobnih izrastkov. Štirje do na zgornji ustnici, dva pa v ustnih kotičkih. Pod očesom ima, podobno kot ostale vrste činkelj, v posebni gubi skrit dvokoničast trn.
Nežica zraste od 8 do 10 cm, izjemoma do 14, na bokih pa ima od 10 do 20 temnih peg, ki so vidne pod pobočnico. Ta je izrazita le nekaj centimetrov za glavo, proti zadnjemu delu pa je vidna le še kot temnejša črta. Osnovna barva telesa je rumenkasta. Odrasli primerki tehtajo med 20 in 60 gramov.
Značilno za nežico je, da imajo samci prsno plavut z odebeljeno drugo plavutnico, blizu mesta, kjer izrašča pa je posebna okrogla plošča, imenovana Canestrinijeva luska. Za to vrsto je značilna tudi črna ali temno rjava pokončna pega, ki se nahaja na zgornjem delu baze repne plavuti.

## Razširjenost
Nežica poseljuje vodotoke celotne Evrope, razen Grčije, Irske,Norveške in Islandije. V Severni Afriki je razširjena v delih Maroka, v Aziji pa njen življenjski prostor sega vse do Kitajske. Poseljuje čiste, hladne vode s peščenim dnom, kjer se tudi drsti od aprila do junija. Ikre, izleže jih med 300 in 1.500, samica odloži na vodne rastline in korenine, izležejo pa se v 4 do 6 dneh. Spolno nežice dozorijo v drugem letu življenja.
Nežica je samotarska riba, ki dan preživi zakopana v pesek, v mraku in ponoči pa se prehranjuje z drobnimi talnimi nevretenčarji in rastlinskimi ostanki, ki jih pobira po rečnem dnu.